# Локнянская волость

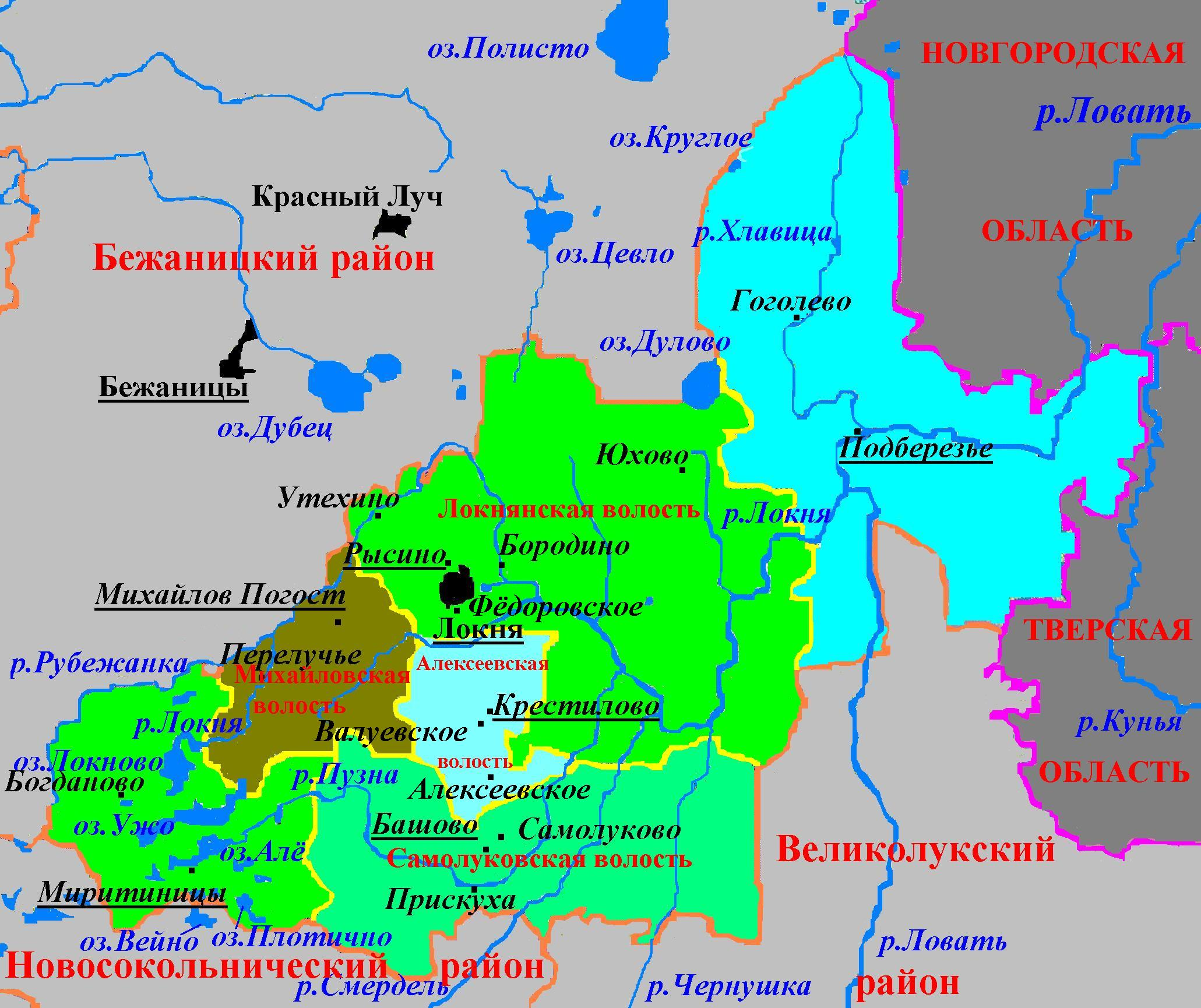
Административное деление Локнянского района в 2005—2015 гг.

Локнянская волость — упразднённые административно-территориальная единица 3-го уровня и муниципальное образование со статусом сельского поселения в Локнянском районе Псковской области России.
Административный центр — деревня Рысино.

## География
Территория волости граничила на юге с Михайловской, Алексеевской, Самолуковской волостями, на востоке — с Подберезинской волостью Локнянского района, на севере — с Бежаницким районом, на юго-востоке — с Великолукским районом.
На территории волости расположено озеро Дулово (5,4 км² (до 1970-х годов — 8,4 км²), глубиной до 2,2 м, (ранее до 4,2 м)) и др.

## Население
| 2002 | 2010  | 2012  | 2013  | 2014  | 2015  |
| ---- | ----- | ----- | ----- | ----- | ----- |
| 1799 | ↘1287 | ↘1263 | ↗1274 | ↘1249 | ↘1205 |

## Населённые пункты
В состав Локнянской волости с января 2006 до апреля 2015 года входила 51 деревня: Большой Бор, Бородино, Веретье Буховское, Веретье Кировское, Горки, Грихново, Гривки, Гришино, Дорка, Дрехово, Дубинино, Еремеево, Жилино, Заречье, Иваньково, Игнатово, Исаково, Калистово, Кладовицы, Козино, Конышово, Копытово, Кушково, Луковищи, Лутово, Малый Бор, Малышево, Морозово, Невежино, Нивки, Озерки, Орехов Брод, Орешково, Осиновка, Осипово Село, Павлово, Пашково, Рысино, Рожново, Савино, Среднее, Тигощи, Труфаново, Утехино, Фёдоровское, Филово, Черничник, Эсино, Юхово, Ямно, Ямы.

## История
Постановлением Псковского областного Собрания депутатов от 26 января 1995 года все сельсоветы в Псковской области были переименованы в волости, в том числе Локнянский сельсовет был превращён в Локнянскую волость.
Законом Псковской области от 28 февраля 2005 года в границах волости было также создано муниципальное образование Локнянская волость со статусом сельского поселения с 1 января 2006 года в составе муниципального образования Локнянский район со статусом муниципального района.
Законом Псковской области от 30 марта 2015 года Локнянская волость была упразднена, а её территория 11 апреля 2015 года включена в состав Михайловской волости.